# Alopècia
L'alopècia (també rep els noms de calvície o peladella) refereix a la pèrdua de pèl on creix sovint, especialment al cuir cabellut (pèrdua de cabell). Normalment, almenys hi participa el cap. La gravetat de la caiguda del cabell pot variar des d'una àrea reduïda fins a tot el cos. Normalment no hi ha inflamació o cicatrius. La pèrdua de cabell en algunes persones causa angoixa psicològica.
Entre els tipus més habituals s'inclouen la caiguda del cabell amb patrons masculins o femenins, l'alopècia areata i l'aprimament del cabell conegut com a efluvi telogènic. La causa de la pèrdua de cabell amb patrons masculins és una combinació de genètica i hormones masculines; no està clara la causa de la pèrdua de cabell amb patrons femenins; la causa de l'alopècia areata és autoimmunitària; i la causa de l'efluvi telogènic sol ser un esdeveniment estressant físicament o psicològicament. L'efluvi telogènic és molt comú després de l'embaràs. Moltes vegades factors extens produeixen la caiguda dels cabells com són l'alcohol i el tabac. Problemes per una mala alimentació i un excés de sobrepès són també altres dels factors a tenir en compte. Per acabar, el coronavirus i la caiguda del cabell també estan relacionats afectant un de cada quatre infectats.
Les causes menys freqüents de pèrdua de cabell sense inflamació ni cicatrius inclouen la tracció del cabell, certs medicaments, inclosos quimioteràpia, VIH/SIDA, hipotiroïdisme i desnutrició, inclosa la deficiència de ferro. Les causes de pèrdua de cabell que es produeixen amb cicatrius o inflamacions inclouen infecció per fongs, lupus eritematós, radioteràpia i sarcoïdosi. El diagnòstic de pèrdua de cabell es basa en part en les zones afectades.
El tractament de la caiguda del cabell pot implicar simplement l'acceptació de la malaltia, i fins i tot pot incloure l'afaitat del cap. Entre les intervencions que es poden provar inclouen els medicaments minoxidil (o finasterida) i la cirurgia de trasplantament de cabell. L'alopècia areata es pot tractar mitjançant injeccions de glucocorticoides a la zona afectada, però cal repetir-les amb freqüència per ser efectives. La caiguda del cabell és un problema comú. La pèrdua de cabell a 50 anys afecta aproximadament la meitat dels homes i una quarta part de les dones. Aproximadament el 2% de les persones desenvolupen alopècia areata en algun moment de la vida.

## Etimologia
El terme “alopecia” prové del llatí “alopecĭa”, paraula transcrita del grec “ἀλωπεκία” (alopekía), la qual deriva de “ἀλώπηξ” (alṓpēx) que significa “guineu”, degut a la caiguda anual de pèl d’aquests animals.

## Tipus
Hi ha diversos tipus d’alopècia, els quals es classifiquen segons el seu origen i desenvolupament. La més coneguda és l'Alopècia androgènica, ja que és la causant d’entre un 95-98% dels casos totals d’alopècia a Espanya.
- Alopècia androgènica, o calvície, que pot ser:
  - amb patró masculí, la més habitual.
  - amb patró femení, per augment de la producció d'andrògens (síndrome adrenogenital) per l'administració terapèutica de medicaments d'acció androgènica o per l'augment de la sensibilitat dels fol·licles pilosos enfront de nivells normals d'andrògens.
- Alopècia areata, amb àrees circumscrites, arrodonides o ovalades, amb absència completa de cabells, i, menys sovint, en zones de la barba, pestanyes, celles o altres parts piloses del cos.
- Alopècia total, alopècia areata amb afectació de tot el cuir cabellut.
- Alopècia universal, varietat d'alopècia areata que afecta totes les formacions piloses del cos.
- Altres: traumàtica, cicatricial, quimioteràpia, etc.

## Tractaments

### Medicaments
Els tractaments per a les diverses formes de pèrdua de cabell tenen un èxit limitat. Tres medicaments tenen evidències que avalen el seu ús en la caiguda del cabell amb patrons masculins: minoxidil, finasterida i dutasterida. Normalment funcionen millor per evitar una nova pèrdua de cabell que per tornar a fer créixer el cabell perdut.
- El minoxidil és un medicament sense recepta aprovat per a la calvície masculina i l'alopècia areata. En líquid o escuma, es frega al cuir cabellut dues vegades al dia. Algunes persones tenen una reacció al·lèrgica al propilenglicol en la solució de minoxidil i s'ha desenvolupat una escuma de minoxidil sense propilenglicol. A no tots els usuaris els farà créixer el cabell. Com més temps hagi deixat de créixer el cabell, menys probable és que el minoxidil el torni a fer créixer. El minoxidil no és eficaç per a altres causes de pèrdua de cabell. El creixement del cabell pot trigar entre 1 i 6 mesos a començar. El tractament s'ha de continuar indefinidament. Si s'atura el tractament, es reprèn la caiguda del cabell; així es perdrà qualsevol cabell recuperat i qualsevol cabell susceptible de perdre's, mentre s'utilitzava minoxidil. Els efectes secundaris més freqüents són irritació lleu del cuir cabellut, dermatitis al·lèrgica de contacte i cabell no desitjat en altres parts del cos.[8]
- La finasterida s'utilitza en la pèrdua de cabell amb patrons masculins en forma de pastilles, prenent 1 mg al dia. No està indicat per a dones i no es recomana en dones embarassades (ja que se sap que causa defectes congènits en els fetus). El tractament és efectiu a partir de les 6 setmanes posteriors al tractament. La finasterida provoca un augment de la retenció del cabell, el pes del cabell i un augment del rebrot. Els efectes secundaris en aproximadament el 2% dels homes inclouen disminució del desig sexual, disfunció erèctil i disfunció ejaculatòria. El tractament s'ha de continuar sempre que es produeixin resultats positius. Un cop aturat el tractament, es reprèn la caiguda del cabell.[8]

### Medicina alternativa
L'extracte de la palma nana americana (Serenoa repens), ha estat suggerit com un possible tractament de la calvície masculina. S'ha demostrat que inhibeixen les dues isoformes de la 5-alfa-reductasa, sense eliminar la capacitat cel·lular de secretar PSA la qual cosa té un efecte benèfic per a conservar els cabells.
La cafeïna, ha estat també identificada com un estimulador del creixement dels cabells humans en in vitro, i la reducció de testosterona. S'ha demostrat que l'addició de cafeïna a un xampú de formulació és eficaç per als fol·licles pilosos del cuir cabellut. També en les dones sembla que un aerosol fet amb grans de cafè és una bona solució per a evitar la caiguda dels cabells relacionada amb l'edat.